# Нюрнбергский процесс по делу военного командования Германии
Процесс по делу военного командования Германии (или, официально, Соединенные Штаты Америки против Вильгельма фон Лееба и др.; также известен как процесс ОКВ) был последним из двенадцати судебных процессов по военным преступлениям, которые власти США осуществили в своей зоне оккупации в Германии в Нюрнберге после окончания Второй мировой войны.
Эти двенадцать судебных процессов были осуществлены американскими военными судами, а не Международным военным трибуналом, но осуществлялись в тех же комнатах во Дворце юстиции. Двенадцать американских судебных процессов все вместе известны как «Последующие Нюрнбергские процессы», или, более формально, как «Судебные процессы над военными преступниками, проводившиеся Нюрнбергскими военными трибуналами».
Состав трибунала: председатель — судья Джон К. Янг, члены трибунала — судьи Джастин У. Гардинг и Уинфилд Б. Гейл. Главным обвинителем выступал генерал Телфорд Тейлор. Процесс проходил с 28 ноября 1947 года по 28 октября 1948 года.
Обвиняемыми на этом судебном процессе были высокопоставленные военачальники вермахта, некоторые из них были членами Верховного командования вооруженных сил нацистской Германии. Они были обвинены в участии, или в планировании, или пособничестве осуществления многочисленных военных преступлений и прочих злодеяний, совершенных в странах, оккупированных немецкими войсками во время войны.
Генерал-адмирал Отто Шнивинд и генерал-фельдмаршал Люфтваффе Хуго Шперле были оправданы, генерал-полковник Йоханнес Бласковиц покончил с собой во время процесса, остальные осуждены к различным срокам тюремного заключения.

## Обвинение
Подсудимым были предъявлены обвинения по четырем разделам:
1. Преступления против мира посредством планирования, подготовки, развязывания и ведения агрессивных войн против других стран в нарушение международных договоров, соглашений и обязательств.
2. Военные преступления, которые включали ответственность за убийства, жестокое обращение и другие преступления против военнопленных и солдат противника.
3. Преступления против человечности, а именно: участие или приказы на осуществление убийств, пыток, депортации, захвата заложников и т. д. в отношении гражданских лиц на оккупированных территориях.
4. Участие и организация формулирования и выполнения общего плана и заговор с целью совершения упомянутых выше преступлений.

Всем подсудимым были предъявлены обвинения по всем разделам; все подсудимые признали себя «невиновными». По четвертому обвинению трибунал признал, что обвиняемые совместно осуществляли действия и поступки, изложенные в остальных разделах, но несут индивидуальную ответственность. По первому обвинению трибунал признал всех подсудимых невиновными, посчитав, что они не принадлежали к политическому руководству нацистской Германии.

## Список подсудимых
| ФИО                  | Звание                    | Должность | Обвинения | Обвинения | Обвинения | Обвинения | Суть обвинений | Приговор                    | Последующая судьба |
| ФИО                  | Звание                    | Должность | 1         | 2         | 3         | 4         | Суть обвинений | Приговор                    | Последующая судьба |
| -------------------- | ------------------------- | --- | --------- | --------- | --------- | --------- | --- | --------------------------- | --- |
| Вильгельм фон Лееб   | Генерал-фельдмаршал       | Командующий группой армий «Север» по январь 1942 года.                                                                              | О         | О         | В         | О         | Исполнение «Приказа о комиссарах», приказа «Об особой подсудности в районе „Барбаросса“», казни военнопленных, массовые убийства гражданского населения, разграбление собственности. | 3 года тюремного заключения | Зачтено предварительное заключение, освобождён после процесса. Умер в 1956 г.                                                                        |
| Хуго Шперле          | Генерал-фельдмаршал       | Командующий 3-м воздушным флотом Люфтваффе.                                                                                         | О         | О         | О         | О         | Незаконное использование труда военнопленных и гражданских лиц. | Признан невиновным          | Освобождён после процесса. Умер в 1953 г. |
| Георг фон Кюхлер     | Генерал-фельдмаршал       | Командующий 18-й армией, позднее сменил фон Лееба на посту командующего группой армий «Север».                                      | О         | В         | В         | О         | Исполнение «Приказа о комиссарах», «Приказа о командос», приказа «Об особой подсудности в районе „Барбаросса“», убийства и жестокое обращение, незаконное использование труда военнопленных и гражданского населения, угон в рабство гражданских лиц, разграбление собственности.                                                                             | 20 лет тюремного заключения | Приговор пересмотрен в 1951 г., оставлен без изменений. Освобождён в 1953 г. по медицинским показателям. Умер в 1968 г..                             |
| Йоханнес Бласковиц   | Генерал-полковник         | Командующий 8-й армией в Польской кампании, затем группой армий «G» на Западном фронте.                                             | О         | О         | О         | О         | | Дело прекращено             | 5 февраля 1948 г. совершил самоубийство во время процесса.                                                                                           |
| Герман Гот           | Генерал-полковник         | Командующий 4-й танковой армией. | О         | В         | В         | О         | Исполнение «Приказа о комиссарах», приказа «Об особой подсудности в районе „Барбаросса“», жестокое обращение с военнопленными и гражданским населением, сотрудничество с айнзацгруппами. | 15 лет тюремного заключения | Приговор пересмотрен в 1951 г., оставлен без изменений. Освобожден условно-досрочно в 1954 г., заключение полностью зачтено в 1957 г. Умер в 1971 г. |
| Георг Ганс Рейнгардт | Генерал-полковник         | Командующий 3-й танковой армией, позднее группой армий «Центр».                                                                     | О         | В         | В         | О         | Исполнение «Приказа о комиссарах», «Приказа о командос», приказа «Об особой подсудности в районе „Барбаросса“», убийство, жестокое обращение и незаконное использование труда военнопленных и гражданского населения, угон в рабство гражданских лиц, сотрудничество с айнзацгруппами СД, разграбление.                                                       | 15 лет тюремного заключения | Приговор пересмотрен в 1951 г., оставлен без изменений. Освобожден в 1952 г. по медицинским показателям. Умер в 1963 г.                              |
| Ганс фон Зальмут     | Генерал-полковник         | Командующий 17-й, позднее 2-й, 4-й и 15-й армиями.                                                                                  | О         | В         | В         | О         | Исполнение «Приказа о комиссарах», «Приказа о командос», приказа «Об особой подсудности в районе „Барбаросса“», убийство, жестокое обращение и незаконное использование труда военнопленных и гражданского населения, угон в рабство гражданских лиц, сотрудничество с айнзацгруппами СД, разграбление.                                                       | 20 лет тюремного заключения | Приговор пересмотрен в 1951 г., срок сокращен до 12 лет. Освобожден в 1953 г. за хорошее поведение. Умер в 1962 г.                                   |
| Карл-Адольф Холлидт  | Генерал-полковник         | Командующий группой «Холлидт», затем 6-й армией.                                                                                    | О         | В         | В         | О         | Исполнение «Приказа о комиссарах», «Приказа о командос», приказа «Об особой подсудности в районе „Барбаросса“», убийство, жестокое обращение и незаконное использование труда военнопленных и гражданского населения, угон в рабство гражданских лиц, разграбление.                                                                                           | 5 лет тюремного заключения  | Освобожден 22 декабря 1949 г. за хорошее поведение Умер в 1985 г.                                                                                    |
| Отто Шнивинд         | Генерал-адмирал           | Начальник Командного управления Верховного командования Кригсмарине, начальник Штаба руководства морской войной, командующий флотом | О         | О         | О         | О         | Рассылка и исполнение «Указа о военном судопроизводстве», «Приказа о командос». | Признан невиновным          | Освобожден после процесса. Умер в 1964 г. |
| Карл фон Рок         | Генерал пехоты            | Командующий тылового района группы армий «Юг».                                                                                      | О         | В         | В         | О         | Исполнение «Приказа о комиссарах», приказа «Об особой подсудности в районе „Барбаросса“», убийство, жестокое обращение с военнопленными, сотрудничество с айнзацгруппами, массовые казни, взятие заложников и репрессии в отношении гражданскиого населения.                                                                                                  | 20 лет тюремного заключения | Умер 24 декабря 1949 г. |
| Герман Рейнеке       | Генерал пехоты            | Начальник Общего управления ОКВ, руководитель Службы по делам военнопленных.                                                        | О         | В         | В         | О         | Участие в программе сортировки и ликвидации военнопленных совместно с полицией безопасности и СД, жестокое обращение с военнопленными, исполнение «Приказа о командос», незаконное использование труда военнопленных, убийства и жестокое обращение с гражданскими лицами, разграбление собственности.                                                        | Пожизненное заключение      | Освобожден в 1954 г. Умер в 1973 г. |
| Вальтер Варлимонт    | Генерал артиллерии        | Заместитель начальника штаба оперативного руководства ОКВ.                                                                          | О         | В         | В         | О         | Разработка и исполнение «Приказа о комиссарах», «Приказа о командос», приказа «Об особой подсудности в районе „Барбаросса“», директивы «Мрак и туман», убийства, жестокое обращение, использование незаконного труда военнопленных, убийства, жестокое обращение, угон в рабство гражданского населения, разграбление собственности.                          | Пожизненное заключение      | Приговор пересмотрен в 1951 г., срок сокращен до 18 лет. Освобожден в 1954 г. умер в 1976 г.                                                         |
| Отто Вёлер           | Генерал пехоты            | Командующий 8-й армией, затем группой армий «Юг».                                                                                   | О         | В         | В         | О         | Исполнение «Приказа о комиссарах», «Приказа о командос», приказа «Об особой подсудности в районе „Барбаросса“», убийство, жестокое обращение и незаконное использование труда военнопленных, массовые казни, взятие заложников и репрессии в отношении гражданского населения, угон в рабство гражданских лиц, сотрудничество с айнзацгруппами, разграбление. | 8 лет тюремного заключения  | Освобожден в 1951 г. Умер в 1987 г. |
| Рудольф Леман        | Генерал-полковник юстиции | Начальник юридического отдела ОКВ.                                                                                                  | О         | В         | В         | О         | Разработка «Приказа о комиссарах», «Приказа о командос», приказа «Об особой подсудности в районе „Барбаросса“», директивы «Мрак и туман», приказа «О борьбе против террора и диверсий». | 7 лет тюремного заключения  | Освобожден в 1950 г. Умер в 1955 г. |

О — Обвинен, В — Обвинен и признан виновным
Все приговоры учитывали время, уже проведенное подсудимыми в тюрьме с 7 апреля 1945 г.